# IPad mini 2
L' iPad mini 2 (commercialisé sous le nom iPad mini 2 avec écran Retina) est une tablette tactile commercialisée par Apple le 12 novembre 2013. Son design est presque identique à celui de son prédécesseur, l'iPad mini 1, mais en interne, il présente presque le même matériel que son équivalent, l'iPad Air.

## Histoire
La deuxième génération de l'iPad mini est annoncée lors d'une keynote au Yerba Buena Center for the Arts le 22 octobre 2013. Il fonctionne sous le logiciel iOS 7. Le 21 mars 2017, l'iPad mini 2 est arrêté en même temps que l'iPad Air 2 et n'est plus vendu par Apple.

## Logiciel
L'appareil est fourni avec le système d'exploitation iOS 7. Jonathan Ive, le designer en chef d'Apple, décrit la mise à jour iOS 7 comme « une façon de mettre de l'ordre dans la complexité », mettant en avant des caractéristiques telles qu'une typographie affinée, de nouvelles icônes, la translucidité et un parallaxe piloté par gyroscope. Ces modifications marquent un changement notable par rapport aux éléments de design skeuomorphes précédents en faveur d'un design plat et coloré,.
Il peut faire office de borne d'accès internet avec quelques opérateurs, en partageant sa connexion par Wi-Fi, Bluetooth ou USB, et accéder à l'App Store, la plateforme de distribution d'applications numériques pour iOS, développée par Apple. L'App Store permet d'accéder à GarageBand, iMovie, iPhoto et aux applications iWork (Pages, Keynote et Numbers). La tablette est livrée avec plusieurs applications préinstallées, dont Siri, Safari, Mail, Photos, iTunes, App Store, Plans, Notes, Calendrier, Game Center, Photo Booth et Contacts.
Les mises à jour au-delà d'iOS 12 ne sont pas disponibles pour l'iPad mini 2 en raison des limitations matérielles de sa puce A7,.

## Conception
Il a le même design que son prédécesseur mais présente une seule modification qui est l'intégration de l'écran Retina, offrant une résolution d'écran similaire à celle des modèles d'iPad de taille standard. Les coloris disponibles sont le blanc et le gris sidéral.

## Composition
Bien que la tablette reprenne certains composants matériels de l'iPhone 5s, comme le processeur Apple A7 64 bits et le processeur de mouvement Apple M7, elle conserve le même bouton home que son prédécesseur mais ne prend pas en charge le capteur d'empreintes digitales Touch ID. De plus, elle est équipée d'une caméra arrière de 5 mégapixels, d'une caméra frontale pour FaceTime de 1,2 mégapixels, elle prend en charge le réseau Wi-Fi  et offre une autonomie de batterie d'environ 10 heures. Comme pour les générations précédentes d'iPad, le mini 2 est doté de quatre boutons et d'un interrupteur. En mode portrait, ces boutons sont les suivants : un bouton home situé sous l'écran, qui permet à l'utilisateur de revenir à l'écran d'accueil, un bouton d'allumage sur le bord supérieur de l'appareil, et deux boutons sur le côté supérieur droit de l'appareil qui contrôlent le volume. Sous ces derniers se trouve un interrupteur dont la fonction varie selon les réglages de l'appareil, permettant soit de passer l'appareil en mode silencieux.

## Accueil critique
Dans sa critique pour TechRadar, Gareth Beavis accorde à l'appareil une note de 4,5 sur 5, faisant l'éloge de la qualité de l'écran Retina et les performances de la puce A7, affirmant que son design demeure le meilleur dans la catégorie des tablettes. Cependant, il émet une critique concernant l'augmentation du prix.
Sur son site web, Anand Lal Shimpi, d'AnandTech, adresse des compliments au design et à la vitesse de l'appareil, tout en regrettant la palette de couleurs limitée : « [...] c'est dommage que ce soit un compromis qui existe entre les deux iPad, surtout étant donné à quel point Apple est bon en matière de couverture sRGB sur presque tous ses autres écrans ». Malgré certaines critiques, telles que la qualité de l'appareil photo, Jeffrey Van Camp de Digital Trends attribue à la tablette une note de 4,5 sur 5, écrivant : « L'iPad mini 2 est notre tablette préférée de 2013. Avec un puissant processeur et un écran haute résolution, il achève le travail commencé par Apple avec le premier iPad mini ».